# Polybrachia barbata
Polybrachia barbata är en ringmaskart som beskrevs av Ivanov 1952. Polybrachia barbata ingår i släktet Polybrachia och familjen skäggmaskar. Inga underarter finns listade i Catalogue of Life.